# NGC 1465
NGC 1465 في الفهرس العام الجديد، هي مجرة، تقع في كوكبة حامل رأس الغول. اكتشفت في 25 سبتمبر 1886 من قبل لويس سويفت.

## روابط خارجية
- NGC 1465 على موقع ويكي سكاي: DSS2, SDSS, GALEX, IRAS, Hydrogen α, X-Ray, Astrophoto, Sky Map, Articles and images